# John Thomas Romney Robinson
Reverendo John Thomas Romney Robinson (Dublin, 23 de abril de 1792 — 28 de fevereiro de 1882) foi um físico e astrônomo irlandês.
Foi por longo tempo diretor do Observatório de Armagh, um dos mais importantes observatórios do Reino Unido durante o século XIX.
Robinson estudou na Academia Real de Belfast e depois no Trinity College, Dublin, onde obteve uma bolsa de estudo em 1814, com 22 anos de idade, e onde foi por alguns anos professor adjunto de filosofia natural (física). Tendo sido confirmado como sacerdote anglicano, obteve o beneficium em Enniskillen e em Carrickmacross, no princípio da década de 1820. Em 1823, com 30 anos de idade, foi nomeado astrônomo do Observatório de Armagh. Desde então passou a residir no observatório, trabalhando em pesquisas relacionadas à astronomia e à física, até morrer em 1882.